# انجم سعید
انجم سعید (انگلیسی: Anjum Saeed؛ زادهٔ ۱۱ اوت ۱۹۶۸) ورزشکار هاکی روی چمن اهل پاکستان است.
وی در مسابقات کشوری و بین‌المللی در مجموع برندهٔ ۱ مدال برنز شده‌است.